# Метрополит
Метрополит (грч. metropolites — становник метрополе) бискупски је чин у Римокатоличкој цркви. Сваки метрополит је надбискуп, али није сваки надбискуп метрополит.
У Православној цркви постоји чин митрополита.

## Јурисдикција
У Римокатоличкој цркви, метрополит је увијек надбискуп. Налази се на челу неке црквене покрајине у којој има више бискупских дијецеза, па је он према томе старјешина тих бискупа суфрагана.
Метрополит има у својој метрополитанској (надбискупској) дијецези иста права као сваки бискуп у својој бискупској дијецези. У римокатоличкој хијерархији, метрополити су непосредно подређени папи, а као знак такве посебне повезаности с папом, од њега добијају палиј.
Метрополит нема јурисдикцију над осталим бискупијама унутар своје метрополије, но може сазивати синод метрополије и окупљати остале бискупе ради договора о заједничком пасторалном дјеловању.

## Метрополити

### Хрватска
- Надбискуп кардинал Јосип Бозанић, метрополит Загребачке метрополије (суфрагани су: бискуп вараждински, бискуп сисачки, бискуп бјеловарско-крижевачки и владика крижевачки);
- Надбискуп Марин Барашић, метрополит Сплитско-макарске метрополије (суфрагани су: бискуп дубровачки, бискуп хварско-брачко-вишки, бискуп шибенски и бискуп которски);
- Надбискуп Иван Девчић, метрополит Ријечке метрополије (суфрагани су: бискуп поречко-пулски, бискуп крчки и бискуп госпићко-сењски);
- Надбискуп Марин Сракић, метрополит Ђаковачко-осјечке метрополије (суфрагани су: бискуп пожешки и бискуп сријемски).

(Надбискуп задарски није метрополит и не зависи ни о једној метрополији на простору Хрватске, већ је непосредно подређен папи.)

### Босна и Херцеговина
- Надбискуп кардинал Винко Пуљић, метрополит сарајевски (суфрагани су: бискуп бањалучки и бискуп мостарско-дувањски и требињско-мркањски).

### Србија
- Надбискуп Станислав Хочевар, метрополит београдски (суфрагани су: бискуп суботички и бискуп зрењанински, а нису му потчињени: бискуп сремски и бискуп призренско-приштински).